# أرداليس
بلدية أَرْضِيطُ أو أرْدَلِس أو (نقحرة: أرداليس) (بالإسبانية: Ardales) هي بلدية تقع في مقاطعة مالقة التابعة لمنطقة أندلوسيا جنوب إسبانيا. واسمها القديم "أَرْضِيط"؛ قال عنها ياقوت الحموي في معجم البلدان: (أَرْضِيطُ:
بالفتح ثم السكون، والضاد معجمة مكسورة، وياء ساكنة، وطاء، كذا وجدته بخطّ الأندلسيين، وأنا من الضاد في ريب، لأنها ليست في لغة غير العرب: وهي من قرى مالقة، ولد بها أبو الحسن سليمان بن محمد بن الطّراوة السّبائي النحوي المالقي الأرضيطي، شيخ الأندلسيين في زمانه).

## الديموغرافيا
بلغ عدد سكان بلدية أَرْضِيطُ 2.632 نسمة عام 2011 (وفقاً للمعهد الوطني الإسباني للإحصاء).
| 3.030 | 2.958 | 2.824 | 2.553 | 2.595 | 2.641 | 2.632 |